# Мала академія літератури і журналістики
Міжнародна акаде́мія літерату́ри і журналі́стики (МАЛіЖ) — громадська  організація, головною метою діяльності якої є підтримка творчої діяльності юних літераторів та журналістів, особливо із числа сиріт, малозабезпечених і тих, що мешкають в гірській та забрудненій Чорнобильською АС території. МАЛіЖ заснована в 2002 році. МАЛіЖ є у каталозі дитячої бібліотеки України в розділі "Твоя творчість".
Ректор Міжнародної академії літератури та журналістики є письменник Василь Тарчинець. Віце-ректор  Сербайло Андрій Андрійович. Проректори Гулаткан Федір Андрійович,Тарчинець Мар'ян Васильович, Оборіна Ангеліна Дем'янівна, Леся Новосад, Ткачик Василь Павлович. Виконавчий секретар Хамардюк Йосип Олександрович. Проректор  — журналістка і письменниця Людмила Чечель у м. Києві та Київській області (з 2003 до 2007р.) З 2016 р. цю діяльність продовжує  Кінаш Ганна Федорівна. Професор МАЛіЖ є доктор фізико-математичних наук,  спеціаліст з інформаційних  мультимедійних технологій  Огірко Ігор Васильович-Українська академія друкарства.Науковий консультант Кміт Ярослав Михайлович— — співзасновник приватного Університету «Львівський Ставропігіон», доктор філософії, професор. Почесні академіки Ковалик Володимир Михайлович, Худаш Лідія Сергіївна, Тарчинець Василь Федорович, Оборіна Ангеліна Дем'янівна. Почесні професори Міжнародної Академії літератури і журналістики:Скунць Петро Миколайович,Фединишинець Володимир Степанович, Дурунда Андрій Ількович, Сятиня Михайло Лукович, Копанчук Олександр Дмитрович, Турчин Богдан Данилович,  Дерич Василь Михайлович,Ромаха Михайло,Скуратко Мирослав Васильович, Маринець Василь Юрійович,Кульчинський Микола Георгійович, Балагура Тетяна Іванівна,Герой України,  Шитий Михайло Кузьмович, Кисла Ірина Іванівна, Войтик Марія Іллівна, Салай-Пак Мар'яна Йосипівна, Строїн Лариса Анатолівна, Урста Ольга Семенівна, Кічун-Лемех Наталія Василівна, Мішко Тетяна Петрівна, Тарасюк Володимир Юрійович, які отримали це високе визнання за сумлінну працю.

## Діяльність
Міжнародна академія літератури і журналістики видає загальнодержавний, літературно-мистецький  журнал для дітей та юнацтва «Країна талантів», де публікуються доробки «маліжан» та студентів із числа слухачів МАЛіЖ.
Також починаючи з 2004 року МАЛіЖ проводить щороку міжнародний фестиваль «Рекітське сузір'я», де конкурсні роботи учасників оцінюються  в дванадцяти номінаціях ("поезія", "проза" , журналістика", "дитяче та юнацьке радіо", "малюнок", "художнє фото", "хореографія", "кіно і відео", "ІТ -технології і робототехніка", "електронні ЗМІ: сайти і газети",  «авторська пісня", «літературно-мистецька композиція»). Президент Міжнародного фестивалю юних талантів Шекета Андрій Андрійович.  В урочищі "Тисовець", поблизу Рекіт, на "Коваликовому полі", названого в честь відомого двомовного поета, почесного президента фестивалю  Ковалика Володимира Михайловича відбулося п'ять фестивалів. Вперше у Рекітах на мості біля 
Миколаївської церкви — пам'ятки архітектури національного значення, рекітчани, разом із вчителькою сільської школи Тарчинець Раїсою Петрівною,письменником Дурундою Андрієм Ільковичем, проректором МАЛіЖ Гулатканом Федором Андрійовичом зустріли високого заокеанського гостя Ковалика Володимира Михайловича хлібом-сіллю, відтоді цей міст  назвали мостом "Рекіти-Чикаго". Потім міст отримав нову назву "Україна одна: Захід і Схід-разом!". З 2009 року фестиваль проводиться на базі Міжгірського професійного ліцею, де на громадських засадах діє літературно-мистецький центр МАЛіЖ(смт. Міжгір'я, Закарпатська обл.), який очолює директор ліцею, заслужений працівник освіти України, почесний професор МАЛіЖ, член національної спілки журналістів України, головний редактор газети "Міжгірський ліцеїст" Маринець Василь Юрійович. 
З 2009 року по 2019 рік інтернет-ресурс Малої академії літератури і журналістики (МАЛіЖ) базувався на майданчику «Дитячий літературний портал «Скарби Папча» під керуванням дитячого письменника Папченко Олександра. 
Василь Тарчинець Моє кредо - служити дітям!
Міжнародна Академія літератури і журналістики

## Основні праці
Мала Академія літератури і журналістики в Карпатах [Архівовано 15 серпня 2020 у Wayback Machine.]
Упродовж чотирьох  днів на базі Міжгірського професійного ліцею діяла дивовижна країна дитинства – Мала Академія літератури і журналістики (МАЛіЖ). У XI Міжнародного фестивалю «Рекітське сузір'я - 2014» взяла участь обдарована юнь 14 областей України,  з Чикаго (США), Парижу (Франція) та Перемишля (Польща). Банерами цього форуму дітвори стали гасла: «Плаї й полонини, широкі долини – «Рекітське сузір'я» – це скарб Верховини», «Рекітське сузір'я» в горах розквітає, дітей України і світу єднає», «Рекітське сузір'я» в Міжгір'ї квітує – юні таланти щоразу гуртує».
Фестиваль проходив під егідою ЮНЕСКО. МАЛіЖ як творча  організація для дітей та юнацтва стала офіційним членом Міжнародного центру впровадження програм ЮНЕСКО. На фестивалі цю організацію представляли два поважних представники - Михайло Кот та Леся Сива.
Були:  презентації,  конкурси, тренінги, майстер-класи провідних фахівців для юних поетів і прозаїків, журналістів, верстальників шкільних газет та журналів, електронних засобів масових інформацій, митців художнього фото і малюнку, авторської пісні, виконавців літературно-музичних композицій на духовні та історико-патріотичні мотиви.  У них спецкор  Гармасій Ірина Михайлівн брала інтерв'ю в гостей фестивалю Мар'яни Кляп, Василя Маринця, Тетяни Балагури, Ангеліни Оборіної, Людмили Райчук, Володимира Тарасюка, Ігоря Даха та інших. Учасники та гості фестивалю відвідали «Старе село» у Колочаві. Цей проект "село музеїв" успішно втілив у життя колишній нардеп України, виходець та істинний патріот мальовничої Верховини, свого села і отчого краю, банкір Станіслав Аржевітін.
З вітальним словом виступив ректор МАЛіЖ, генерал козацтва України, письменник, ректор,заслужений журналіст України  Тарчинець Василь Федорович. 
Цей просвітницький і культурно-мистецький захід  відбувається під егідою Міжнародного Центру впровадження програм ЮНЕСКО та в ювілейний 75 рік проголошення Карпатської України, під проводом її першого президента, героя України, міжнародного громадського і духовного діяча, видатного вченого і педагога, редактора рідкісних дитячих видань, отця Августина Волошина. Упродовж трьох вечорів вони настирливо виборювали своє право за самостійність і заслужену перемогу.
Мала академія літератури і журналістики відділення на Іршавщині [Архівовано 23 квітня 2015 у Wayback Machine.]
У селі Білки Іршавського району є відділення  „Мала академія літератури і журналістики” , яку вже кілька років гуртує письменник Василь Кузан. Базою для творчого об’єднання юних обдарувань є кабінет літературного краєзнавства Білківської ЗОШ І-ІІІ ст. (директор Іван Ліхтей). Шкільний осередок очолив вчитель української мови та літератури Ольга Кельбас, яка  виступила ініціатором створення кабінету літературного краєзнавства школи та головним координатором з реалізації громадських ініціатив у підтримці обдарованих дітей на Іршавщині. Ольга Кельбас – досвідчений педагог ,  вчитель-методист, входить до творчої групи вчителів-словесників району. Вона є автором методичного посібника „Розвиток творчої особистості засобами краєзнавства" та „Творчості вогонь горить" про Федора Потушняка.
Кміт Ярослав Михайлович. Дидактичні особливості інтеграції знань і вмінь з природничих дисциплін у процесі підготовки студентів-іноземців до навчання у вищій медичній школі: Автореф. дис…канд. пед. наук: 13.00.01 / АПН України; Інститут педагогіки і психології професійної освіти. — К., 1995. — 23 с.
Співпраця МАЛіЖ та ICUPP [Архівовано 31 травня 2019 у Wayback Machine.]